# كأس الدوري الألماني 1998
كأس الدوري الألماني 1998 (بالألمانية: DFB-Ligapokal 1998)‏ هو الموسم 3 من كأس الدوري الألماني. أقيم خلال الفترة 31 يوليو 1998 وحتى 8 أغسطس 1998، وأشرف على تنظيمه اتحاد ألمانيا لكرة القدم، وكان عدد الأندية المشاركة فيه 6، وفاز فيه بايرن ميونخ.